# Leguats Sumpfhuhn

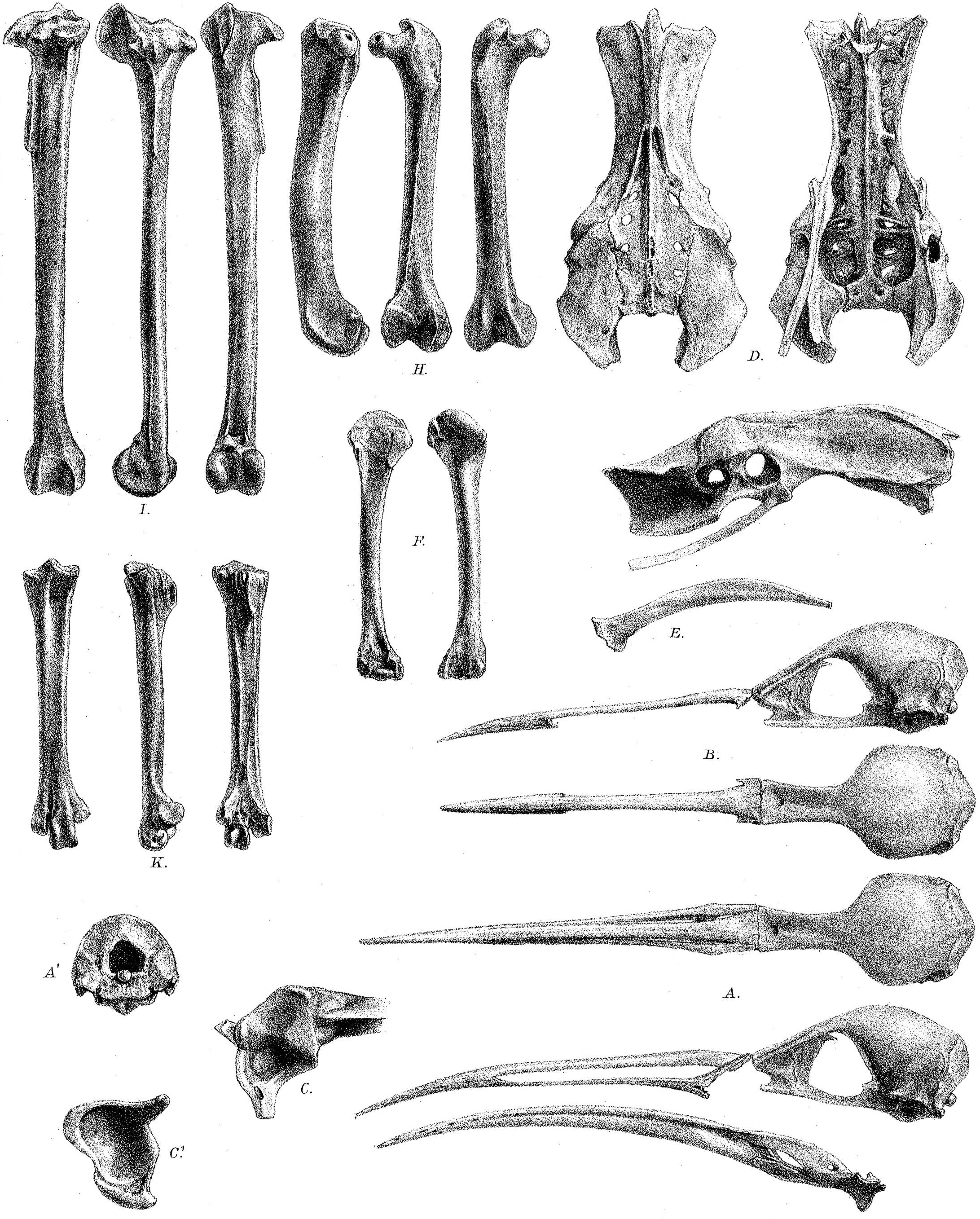
Subfossiles Knochenmaterial

Leguats Sumpfhuhn (Erythromachus leguati), auch als Leguat-Ralle oder Rodrigues-Ralle bezeichnet, ist eine ausgestorbene flugunfähige Rallenart. Es war auf der Maskareneninsel Rodrigues endemisch. Das Artepitheton ehrt François Leguat, einen Reisenden, der mit einer Gruppe von Hugenotten 1691 auf Rodrigues landete und dort für zwei Jahre blieb.

## Merkmale
Leguats Sumpfhuhn war eine plumpe, flugunfähige Ralle mit einem hellgrauen Gefieder, roten Beinen, einem roten Schnabel und roter Gesichtshaut. Leguat beschrieb diese Art, die er Gelinote nannte, 1708 (englische Übersetzung von Hugh Edwin Strickland und Alexander Gordon Melville im Jahr 1848) wie folgt: 

„Unsere Gelinotes (Teichrallen) sind das ganze Jahr über fett und von höchst delikatem Geschmack. Ihre Färbung ist immer von einem hellen Grau und es gibt nur wenig Unterschiede im Gefieder der beiden Geschlechter. Sie verstecken ihre Nester so gut, dass wir sie nicht finden konnten und folglich nicht ihre Eier probieren konnten. Sie haben einen roten Saum um die Augen herum. Ihre Schnäbel sind gerade und spitz, nahezu zwei inches (50,8 mm) lang und ebenfalls rot. Sie können nicht fliegen. Ihr Fett macht sie dafür zu schwer. Wenn man ihnen irgendetwas Rotes zeigte, wurden sie derart wild, dass sie auf einen losgingen und es aus der Hand schnappten. In der Hitze des Gefechts hatten wir die Gelegenheit, sie mit Leichtigkeit zu greifen.“

## Lebensweise
Über Aussehen und Lebensweise von Leguats Sumpfhuhn gibt es einen Reisebericht von Julien Tafforet aus dem Jahre 1726, der 1875 von Alfred Newton ins Englische übersetzt wurde. Tafforet schrieb:

„Es gibt eine Sorte von Vögeln von der Größe eines jungen Huhns, bei der Schnabel und Füße rot sind. Ihr Schnabel erinnert ein wenig an den eines Brachvogels, außer dass er etwas dicker und nicht ganz so lang ist. Das Gefieder ist weiß und grau gefleckt. Sie ernähren sich allgemein von den Eiern der Landschildkröten, die sie auf dem Boden finden und die sie so fett machen, dass sie häufig Schwierigkeiten beim Laufen haben. Sie sind sehr gut zu essen und ihr Fett hat eine gelblichrote Färbung. Sie haben kleine Flügel ohne Federn, mit denen sie nicht fliegen können. Andererseits können sie sehr gut rennen. Ihr Ruf ist ein beständiges Pfeifen. Wenn sie verfolgt werden, produzieren sie eine andere Art von Geräusch, wie das einer Person, die Schluckauf hat.“

## Aussterben
Als der Astronom Alexandre Guy Pingré 1761 Rodrigues besuchte, um den Venustransit zu beobachten, bemerkte er, dass Leguats Sumpfhuhn bereits ausgestorben sei. Sein schnelles Verschwinden zwischen 1726 und 1761 legt nahe, dass eingeführte Katzen die Hauptschuldigen für das Aussterben waren. Aber auch die starke Entwaldung, die ab 1735 durch Schildkrötenjäger verursacht wurde, könnte erheblich zum Niedergang der Art beigetragen haben. Weite Waldbereiche wurden niedergebrannt, um die Riesenschildkröten der Gattung Cylindraspis zu sammeln.

## Systematik
Alphonse Milne-Edwards beschrieb Leguats Sumpfhuhn sowohl auf der Basis von Reiseberichten als auch auf der Basis von subfossilem Knochenmaterial, das in den Höhlen des Plaine Corail auf Rodrigues zu Tage gefördert wurde. Daraus folgerte er, dass einmal eine flugunfähige Ralle auf Rodrigues existiert hat, die mit der ebenfalls ausgestorbenen Mauritius-Ralle (Aphanapteryx bonasia) verwandt war. Milne-Edwards schlug die neue Gattung Erythromachus vor. Als jedoch neues Knochenmaterial bekannt wurde, stellten Albert Günther und Edward Newton sie 1879 in die Gattung Aphanapteryx 1977 schlug Storrs Lovejoy Olson vor, Leguats Sumpfhuhn in die Gattung Erythromachus zurückzustellen. Dies begründete er mit den auffälligen Unterschieden im Skelett. Cécile Mourer-Chauviré folgte 1999 Olsons Auffassung. Wie bei der Mauritius-Ralle war der Schnabel unterschiedlich in der Krümmung und der ausgeprägte Sexualdimorphismus in der Größe zeigte sich am Skelett.